# Colmatage
Le colmatage est le phénomène par lequel un système poreux ou filtrant se retrouve obstrué, bouché, jointés, empêchant le passage du fluide qui pouvait le traverser. 
Il est par exemple question de colmatage pour les lits des cours d'eau lentiques ou pour décrire l'évolution d'un système percolant. Le degré de colmatage peut être évalué au moyen de la Loi de Darcy.

## Environnement
La notion de colmatage est notamment utilisée quand il y a sédimentation de particules fines dans un cours d'eau relativement lent. Certaines plantes et/ou bactéries sont capables d'amorcer ou d'entretenir le biocolmatage qui va durcir le mélange de particules minérales et organiques en formant une sorte de ciment avec les graviers ou le sable du fond. Le lit peut alors se colmater, jusqu'à devenir quasiment étanche. Ce colmatage du cours d'eau empêche alors les échanges verticaux et horizontaux d'eau, respectivement entre le cours d'eau et la nappe sous-jacente, ainsi qu'avec les annexes hydrauliques quand elles existent. 

### Définition du colmatage du lit[2]

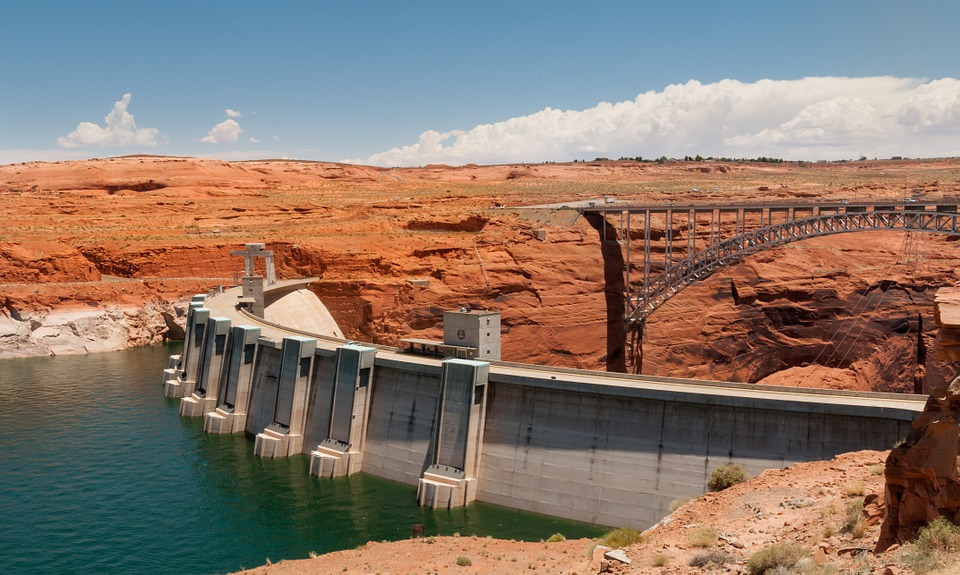
Un barrage hydraulique est une zone propice au colmatage du lit.

Le colmatage correspond au phénomène de dépôt et l'infiltration de sédiments fins de nature organique ou minérale (argile, limon et sables fin) dans les habitats aquatiques.
On différencie deux niveaux de colmatage :
- Le colmatage superficiel (recouvrement des habitats benthiques)
- Le colmatage interstitiel (infiltration des sédiments fins dans la zone hyporhéique)

La taille des particules incriminées dans les phénomènes de colmatage varie selon les types (benthos : < 2 mm; frayères de Salmonidés : < 0,8 mm; hyporthéos : < 0,063 mm). Ces particules participent toutes au colmatage mais leurs capacités à pénétrer le lit des cours d'eau diffèrent.

### Explication
Le colmatage se produit essentiellement sur des zones lentiques, c'est-à-dire dans des conditions quasi-stagnantes ne permettant pas au cours d'eau de transporter ces particules fines. C'est un phénomène naturel sur certaines annexes fluviales des cours d'eau de plaine (bras morts, boires, etc.). Cependant ces conditions de dépôts peuvent être recrées artificiellement, du fait de la retenue d'un ouvrage par exemple (barrage, écluses, etc.).

### Indice de colmatage

#### Indice de colmatage d'une eau
On retrouve dans les études environnementales sur l'eau l'indice de colmatage. Nommé en anglais « Fouling Index », cet indice permet de définir et de chiffrer le caractère plus ou moins colmatant d'une eau, c'est-à-dire sa teneur en éléments colloïdaux (entre 0,5 et 0,9 µm) par détermination du degré de colmatage d'une surface poreuse (membrane) de 0,45 µm de porosité. Le procédé est similaire à la détermination de l'indice de colmatage d'un vin (cf. 1.3.2.1 Mode Opératoire). Plusieurs relations sont utilisées pour calculer l'indice suivant l'usage que l'on veut en faire. Elles expriment, toutes, la réduction du flux de filtrat après passage d'un volume donné du fluide au travers de la membrane. Le symbole est noté le.

#### Œnologie: Indice de colmatage d'un vin[4]
En œnologie est défini comme indice de colmatage une mesure par expérience consistant à faire traverser le vin par une membrane à pression et température donné et d'en mesurer le temps d'écoulement. L'eau elle aussi possède un indice de colmatage. En anglais cet indice se nomme Silt density Index (en), d'acronyme SDI, ou encore Fouling Index.

##### Mode opératoire
En pratique on mesure le temps d'écoulement pour quatre échantillons de 400ml au travers d'une membrane d'acétate de cellulose de diamètre 25 mm et de porosité 0,65 μm.
L'appareil utilisé est en acier inoxydable. Il est nettoyé avant utilisation à l'aide d'un détergent puis rincé à l'eau. Le vin est ensuite disposé dans le récipient et pressurisé à 2 bars. Un robinet permet alors la circulation du vin au travers de la membrane qui termine son parcours dans une éprouvette traditionnelle de récupération.

##### Calcul de l'indice
L'indice de colmatage est obtenu à l'aide de la mesure de la différence de temps d'écoulement prise entre 200ml et 400ml. En considérant T1 le temps découlement au moment où 200 ml se sont écoulés, et T2 le temps d'écoulement au moment où 400 ml se sont écoulés, l'indice noté IC est calculé comme suit :
{\displaystyle IC=1.66\times (T2-2\times T1)}
Un vin présentant une bonne « filtrabilité » possède un indice IC inférieure à 20.